# دانیلا وگا
دانیلا وگا (به انگلیسی: Daniela Vega) (زاده ۳ ژوئن ۱۹۸۹) بازیگر، خواننده شیلیایی است.
او یک زن ترنس است.
از فیلم‌هایی که وی در آن نقش داشته است می‌توان به یک زن شگفت‌انگیز اشاره کرد.